# Pierre Neumann
Pierre Neumann (geb. 14. September 1951 in Adelaide) ist ein Schweizer Grafikdesigner, Fotograf, Plakatkünstler, Buchgestalter und Kunstlehrer.

## Leben und Werk
Pierre Neumann besuchte von 1974 bis 1978 die École cantonale des Beaux-Arts in Lausanne. Anschliessend arbeitete er bis 1979 im Atelier von Werner Jeker in Lausanne. 1980 machte sich Neumann selbstständig und eröffnete 1987 sein eigenes Studio in Montreux. 
Neumann gestaltete in erster Linie Bücher und Künstlerkataloge sowie Plakate. So wurden seine über 400 Plakate und mehr als 150 Buchgestaltungen vielfach ausgestellt und ausgezeichnet. Den Preis für das «Schweizer Plakat des Jahres» erhielt er 1983, 1986, 1987 und 1990. Seine Plakate sind heute weltweit in musealen Sammlungen vertreten, so u. a. im Museum of Modern Art.
Pierre Neumann unterrichtete an internationalen Institutionen und gab Workshops, so u. a. auf der Plakatbiennale in Mexiko. Zudem war er wiederholt Jurymitglied im Bereich Grafikdesign. Auch entwarf er über Jahre hinweg die Werbemittel für die Kunsthalle Bern.  
Neumann lehrte an der École cantonale des Beaux-Arts, an der École romande d’arts et communication (Eracom) in Lausanne, am Art Center College of Design (Europe) in La Tour-de-Peilz, an der École supérieure de la photographie in Vevey, an der Haute école d’art et de design in La Chaux-de-Fonds sowie an der Université de Quebec in Montréal (UQAM).